# Висохла
Висохла — річка в Україні, у Макарівському районі Київської й Радомишльському районі Житомирської областей. Ліва притока Гуски (басейн Дніпра).

## Опис
Довжина річки приблизно 3 км.

## Розташування
Бере початок на південному заході від Комарівки. Тече переважно на північний захід і на північному сході від Спірного впадає у річку Гуску, праву притоку Білки.